# 獺野原の戦い
獺野原の戦い（うそのばるのたたかい）は、永禄2年（1559年）5月中旬から8月16日にかけての約3ヶ月間、肥後国相良氏の領内で続いた内乱を決することになった戦いである。些細な私事を発端とする内乱ながら戦国時代の球磨郡内で最大の合戦となった。
主戦場の場所は、球磨川の北岸、現在の多良木町黒肥地の付近であった。

## 概要

### 発端
永禄2年（1559年）、人吉城（通称：中城）の城詰め衆である児玉弥太郎、早田平八郎、深水新左衛門の3人が、人吉奉行丸目頼美の母に仕える多数の侍女とそれぞれ密通しており、3人がこの侍女らを奪おうとしたことに端を発する。
3人は、相良の両輪ともいうべき人吉奉行の丸目頼美と東長兄を争わせて、その隙に侍女を連れ出す（または丸目を亡き者にしてその財産である婢を奪う）という計略を宗慶寺（人吉市新町）の僧・智勝より授かり、それを実行に移した。まず、児玉が夜中に長兄の屋敷へと出向き、頼美が長兄を倒して威勢を強めようとしていると虚言を述べた。初めは長兄も信じなかったが、頼美は毎夜城にこっそりと登城してその母と謀議をしていると讒言し、長兄が甥を行かせて調べると実際に頼美が夜に登城していたことがわかり、信じるようになった。頼美の屋敷には早田と深水が出向き、長兄が頼美を倒そうと準備していると述べた。これ以後、両者は対立を深めた。
これを懸念した当主相良義陽の母である（太夫人）内城君は、頼美の姻戚で長兄の親族でもある湯前城主東直政に仲裁を頼んだ。直政は、乱を未然に防ぐためにどちらかを殺せと命じられると相当の覚悟をして登城したが、そのような命令を受けなかったことから、もしもの時には内城君を奉じて湯前城に逃れるように頼美に告げただけで帰って行った。しかしこれを伝え聞いた長兄は、頼美と直政が内城君を奉じて乱を起せば自分が逆賊の汚名を着せられてしまうと危機感を抱いた。
そこで長兄は先手を打つことにし、これでは自分が主に背くしかなくなると義陽と内城君を説得して、同年5月15日（または5月19日）の夜半、二人に仮病をつかわせ密かに赤池城へと連れ出した。義陽と内城君が長兄に伴われて赤池城へ着く頃、長兄の家臣60余人が、「叛臣丸目氏を除く」と大声で叫んで、長兄の屋敷から頼美の屋敷へ向けて火矢を放った。頼美は突然の攻撃に恐れおののき、為す術なく妻子、及び母とその侍女らを連れだって湯前城へと落ち延びた。直政は事前の約束と違い、内城君を奉じていないことに難色を示したが、ともに籠城することになった。

### 経過
湯前城では、突然の籠城であったために兵糧が少なく、直政はやむなく自身の米蔵のある上村郷から米を運び入れるために人夫を派遣。自身の実弟である恒松蔵人の軍勢を護衛に付けた。これを聞きつけた義陽は、犬童頼安に軍勢を与えて出陣させた。頼安は奥野一度橋でこれを迎え撃ったが、軍勢は壊滅させられ、頼安自身も手傷を負って帰還した。
その後に湯前城では「人吉城の兵が多良木城へ入りそこから湯前城を攻撃する」との情報を得た。直政はその前に多良木城を攻め取るべしと、同年8月15日の夜半に蔵人の軍勢を多良木城攻略へと向かわせた。だが、多良木城の城代・岩崎加賀の甥は湯前城にいたのであるが、叔父が討たれることを懸念して策を以って自らの侍女を城外へと出し、この侍女に出兵の情報を伝えさせていたため、岩崎加賀は須恵、深田、木上の地頭の兵を事前に伏兵させていた。蔵人がやってくると、伏兵は一気に襲いかかったが、逆に壊滅させられ、多良木城へと逃れた。蔵人はそのまま多良木城を攻撃するが城は落とせず、獺野原天道ヶ尾へ退きそこで陣を敷いた。

### 決戦
翌日、直政、頼美、蔵人の軍勢に加え、日向国向山城の那須武綱、大川内城の那須武宗、小崎城の那須武晴ら地頭衆も援軍として獺野原に布陣した。これに対し、犬童頼安の人吉衆は横瀬大王祀（多良木町黒肥地横瀬）前に布陣して、深水惣左衛門の多良木衆、須恵、深田、木上の兵は、波志鹿倉（所在地不明）に布陣した。
まず、多良木衆が先陣となり直政らと交戦したが、惣左衛門らは討ち死に、多良木衆も壊滅してしまった。次に人吉衆がこれと交戦するが、頼美の兵と頼安の兵は知り合い同士で、尚且つ親戚や兄弟同士で戦うことになり、躊躇いがあったものか大きな動きはなく、半刻にも及ぶ鑓同士の攻撃に終始した。だがそのうちに、二度目の戦いであった蔵人の兵に疲れが見え始め、人吉衆がこれを押し始めたことで乱戦となり直政の軍は壊滅。頼美は日向へ逃れたが、直政、及び蔵人を含めた180余名が討ち死に、一方の人吉方は62人が死去した（『南藤蔓綿録』での数字）。
また、敗戦を聞いた湯前城代・中山和泉は城に火を付けて、自害した。直政の妻子及び、頼美の母と侍女らも逃れていた西光寺谷で自害した。乱の原因となった侍女（つまり婢）もこの時に全員殉死した。
なお『八代日記』の写しでは、何故か獺野原の戦い当日の記述が「求麻多良木、」の一文しかない（原本も同じであるのかは不明）。しかしながら直政、蔵人の死去、及び落城に関しては8月16日ではなく9月3日と記述されている。

### 乱後
家臣同士・同族同士の争いであったが、乱が人吉衆によって鎮圧されたこと、および多良木衆が多く亡くなったことにより、相良義陽の統治能力は高まったと一般的には解釈される。義陽は木上地頭窪田（＝久保田）越後の功を特に賞して加増し、太平山を与えた。湯前城には、東能登が入った。
この戦乱の切っ掛けを作った児玉、早田、深水の三人は乱の間ずっと身を隠していたが、翌永禄3年（1560年）に捕えられ、城下を引き回された上で、計画を授けた僧・智勝ともども中川原で斬られ、首を晒された。宗慶寺は平安時代に建立された由緒ある寺で、往時は十三坊もあったが、この乱への関与により無住となって一気に衰退し、現在は地蔵堂しか残っていない。
また日向へ逃れた丸目頼美は伊東義祐に仕え、元亀3年（1572年）に起こった伊東氏と島津氏の木崎原の戦いで戦死した。